# Ерифија
Ерифија је у грчкој митологији била нимфа.

## Митологија
Хигин је наводи као једну од нисејских нимфи, чије име у слободном преводу значи „дама од (са) јарета/ом“. Била јој је поверена улога, као и другим нимфама, да чува малог Диониса. Под именом Ерифа помиње се и као менада, која је имала исту улогу, па чак била једна од оних које су покушале да убију Ликурга, који је прогањао Диониса, а једна је и од додонских нимфи.

## Биологија
Латински назив ове личности (Eriphia) је род у оквиру групе краба.